# Nőgyógyászat

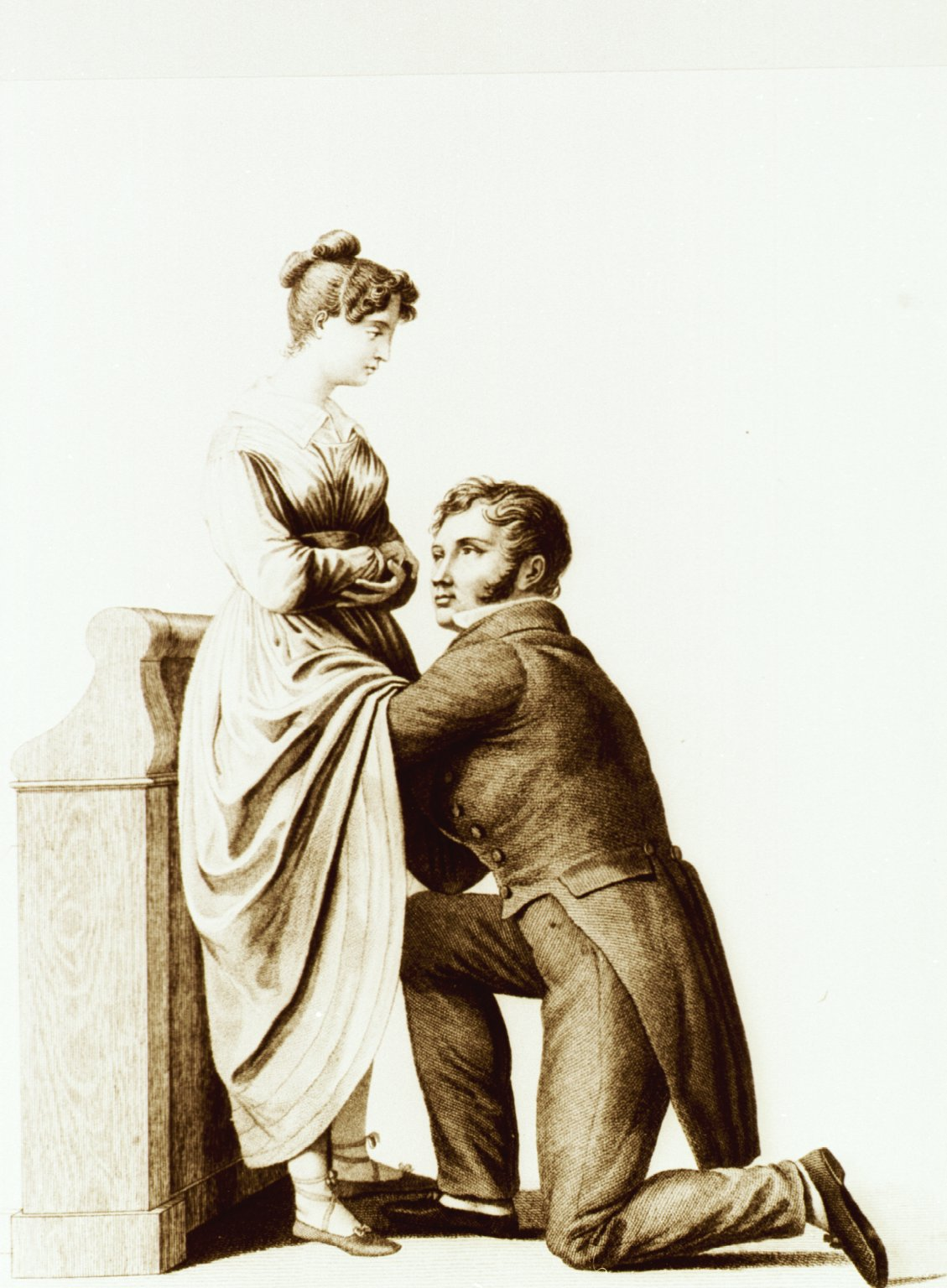
1822

A nőgyógyászat a női nemi szervek betegségeivel és azok kezelésével foglalkozik. Ugyanakkor a megelőzésben is kiemelt szerepe van. A szűrővizsgálatok jellemzően prevenció miatt történik. A nőgyógyászati betegségek diagnosztizálásához különféle vizsgálatokat végeznek: például vérszegénység gyanúja esetén vérvizsgálatot, továbbá terhességi tesztet, hüvelykenet-, hormonszint- és ultrahangos vizsgálatot. A vizsgálóeljárások közé tartozik a kolposzkópia, az egészségügyi küret, a laparoszkópia és a laparotómia, valamint a méhtükrözés. A nőgyógyászat ugyan külön orvostudományi szakág, sokszor mégis a szülészettel együtt említik illetve jelenik meg, főként mivel mindkét szakterület kizárólag nőkkel foglalkozik, továbbá számos egyéb kapcsolódási pontjuk miatt. A mai orvosképzésben is szülész-nőgyógyász szakvizsgát tesznek le az orvosok. 

## Külső hivatkozások
- Nőgyógyászat.lap.hu - linkgyűjtemény
- Hallermedical.hu